# 2020년 K5리그
K5리그 2020는 K5리그의 2번째 시즌이다.

## 운영 방식
K5리그는 권역별 리그와 챔피언십으로 나뉘어 운영된다. 전국 11개 권역 우승팀은 챔피언십에 참가하며 챔피언십 우승팀이 시즌의 최종 우승팀이 된다. 우승하더라도 상위리그인 K4리그로 승격은 불가능하다. 하지만 각 권역 최하위팀은 K6리그로 강등된다.

## K5리그 챔피언십

### 참가팀 (권역별 우승팀)
| 권역           | 우승팀(참가팀)    | 결과   |
| -------------- | ----------------- | ------ |
| 강원           | 하늘 FC           | 10강   |
| 경기           | 마장축구회        | 불참   |
| 경남 부산      | 재믹스 FC         | 준우승 |
| 경북 대구      | 대구 청솔 FC      | 10강   |
| 서울           | FC 투게더         | 4강    |
| 울산           | 523 FC            | 4강    |
| 인천           | 송월 FC           | 6강    |
| 전남 광주      | 화정 FC           | 10강   |
| 전북           | 피닉스 FC         | 10강   |
| 충남 대전 세종 | 독수리 FC         | 6강    |
| 충북           | SMC 엔지니어링 FC | 우승   |

### 결승전
| 2020년 11월 20일 | SMC 엔지니어링 FC | 1 - 0 | 재믹스 FC | 한밭종합운동장 |  |  |
| 14:00 (UTC+9)    | 김상우 39′        |       |           | 관중 수: 0명   |  |  |
|                  |                   |       |           |                |  |  |